# چارالامبوس چولیدیس
چارالامبوس چولیدیس (یونانی: Χαράλαμπος Χολίδης؛ ۱ اکتبر ۱۹۵۶ – ۲۶ ژوئن ۲۰۱۹) کشتی‌گیر اهل یونان بود.